# 木根さんの1人でキネマ
『木根さんの1人でキネマ』（きねさんのひとりでキネマ）は、アサイによる日本の漫画。白泉社の『ヤングアニマル』で2014年24号に初掲載された。その後同社のウェブサイト『ヤングアニマルDensi』に発表の場を移し、2015年5月1日より配信、2017年に同社の『マンガPark』へ他の『Densi』連載作品と共に移籍して継続中。副題は「I love cinema, I am lonely.」。
映画鑑賞と感想ブログを趣味とする30代独身OL・木根真知子の日常を描いたコメディ漫画。基本的に1話完結型で、1話ごとに1作品または1シリーズ映画がとりあげられる形式となっている。ただしテーマが「映画のジャンル」の枠に拡大されたり、または架空の映画を通じて映画にありがちな事象を描くエピソードもある。
真知子が作中の映画を幼い頃に見ている、といった描写から推定年齢がある程度固まってしまうが、作者のアサイは「木根さんの世界は僕たちの住む世界と限りなく似て非なる世界です。特に年齢の数え方が違います。」とパラレルワールドであることを語っている。

## 登場人物

### 主要人物
木根 真知子（きね まちこ）
本作の主人公。30代独身OL。会社での役職は課長。趣味は映画鑑賞と、自らの感想ブログ「1人でキネマ」の更新。好みの映画ジャンルはアクション映画、ゾンビ映画などのホラー映画が多い。
極端に偏ったジャンルを愛好することを知られるのを恐れ、会社では映画好きであることを隠している。中学時代までは地味な容姿と映画趣味もあり、周りに馴染めずにいたが、高校入学時にギャルに擬態するようになって以降はメガネからコンタクトに変え、外見も整えて華やかな人目を引く美女となった。ジブリ映画をはじめアニメ映画には自身の偏見もあって手を出さなかったり、大ヒット中の話題作には意固地になって観ない姿勢、複数の未見の「積み」を溜めやすい上に鑑賞がネット配信や専門チャンネル中心となってもソフト購入の習慣を止められない、シリーズ内ベストや年間ベストの選定に行き詰まるほどの優柔不断さなど映画マニアとしての姿勢には問題点も多々ある。空気は読めるが映画の感想だけは嘘をつけない。
プライベートではガサツで無神経な地を丸出しにしているが、自宅に転がり込んで来た佐藤を、あれこれ言いつつも突き放せないという、お人好しで面倒見のいい性格。佐藤に中年の危機が訪れて暴走した際には、涙を見せるほど本気で怒って心配していた。一方で佐藤と同居しているのは家事と家賃と光熱費の折半の為とも発言しており、佐藤が「木根」から「真知子ちゃん」呼びになっても、未だに「佐藤」と名字で呼んでいる。
結婚に対しては憧れも幻想も持っていないが、佐藤の結婚指輪をはめて過ごした数日に周囲から受けた既婚者という社会的な評価は気持ちがよかった模様。もし本気で婚活を行えば容易に相手が見つけられると思っていたが、結婚相談所に登録させられた際に適性診断で「婚活不適合者で適合する相手が一人もいない」と診断された時は激怒していた。
なおゲームはド下手でスーパーマリオブラザーズの最初のクリボーを越えられない。インドア趣味だが車の免許は保有している。
佐藤 香澄（さとう かすみ）
真知子の会社の同期でルームメイト。秋田県出身。初登場時は既婚者であり水城（みずき）姓だったが、夫の浮気による離婚で佐藤姓に復する。その後、真知子の自宅に転がり込む形でルームメイトになり、同居中。映画に関してはさほど関心がなく、見る作品も『ビリギャル』、ジブリ映画など比較的メジャーなものが多い。男勝りでテンションの高い真知子とは正反対の、無口でやや意固地な性格だが、真知子に勧められた映画でたまたま気に入ったものがあると、設定の裏まで深読みした分析を延々と語る。また実体験を重ねてしまうからか不倫や浮気の描写に対しては露骨に嫌悪感をしめす。どんでん返し映画を延々と見せられた際には、悉く鑑賞途中に正解を言い当てる洞察力を見せた。
家事能力に欠ける真知子に代わって料理や掃除洗濯などをすることが多い。同居人の奇行に呆れて分別を説こうとすることが多いが、真知子の啖呵を真に受けて離婚し、いきなり有給休暇を1週間取って単身インド旅行に行ったり、「中年の危機」をこじらせて突如髪を染めて会社を辞めようとするなど、実は自身もあまり常識的な人間ではない。当初は真知子のことを名字の「木根」と呼んでいたが、木根家とも親交を持つようになったことを契機に下の名前の「真知子ちゃん」と呼ぶようになり、同性愛ではないものの「真知子ちゃんには私が必要だもん!!」と強い執着をみせるようになる。
隣人の路間については真知子のストーカーであると疑い警戒していたが、真知子と一緒に登録した結婚相談所の適性診断でのマッチング率が100%だった。『機動戦士ガンダム 逆襲のシャア』をリバイバル上映で初見で見た後に、同じく初見だった路間と併設のカフェで偶然遭遇し、解釈の違いから喉が潰れる程の激論を交わしたが、本人曰く「男の人とあんなにちゃんと会話したのは初めて」とのこと。

### 真知子の高校時代の友人
卒業後はネネの結婚式などでの付き合いしかなかったが、同窓会で再会した際にお互いに高校時代の「擬態」を告白し合って以降、交流が再開する。3人とも本名は不明なまま。
キョーコ
既婚者で三児の母。高校時代はオタクであることを隠しながらBL本を買い、コミケで同人誌を売っていた。夫は趣味を知っているものの野球少年の息子たちの感性に配慮してアニメ鑑賞は自分1人のときに限定している。
『新世紀エヴァンゲリオン』をフィーチャーした回では主役を務め、テレビアニメを無意識に下に見ていた真知子に同作を布教し、翻弄した。
『シン・エヴァンゲリオン劇場版』を見た際はカップリングが気に入らない、シンジはカヲルとくっついて欲しかったと腐女子らしい感想を述べた。
ガンダムシリーズは『新機動戦記ガンダムW』から入って、宇宙世紀シリーズより『機動戦士ガンダムSEED』や『機動戦士ガンダム00』の方が好き。
真知子のホラー映画DVDとキョーコのアニメDVDが入れ替わる怪現象が起こった時には、アニメを片っ端から見ていた真知子に対し、ホラーが苦手な為全く見ていなかった。
ジャンルを越えて同じ映像作品オタクとしてなんだかんだ真知子と共感し合う事も多い。
ネネ
既婚者で一児(マー君)の母。高校時代は恋愛の達人のふりをしていたが、実際は30歳まで処女だった。
『ジョーズ』を子供に見せることは教育上良くないと強硬に反対した。
トッシー
既婚者。ふくよかな体型の女性。高校時代はスレンダーで太らない体質を自慢していたが、実際はダイエットをして体型を維持していた。
腕っぷしが強く、真知子が暴れた場合の制圧担当。
これまで泣いている姿を見せたことがなく、周囲が泣いていても共感せず、泣ける映画を見ても冷静に分析してしまって一切泣かないが、真知子の卑劣な罠にかかり初めて涙を見せる。

### 真知子の会社での部下
映画鑑賞サークルや動画配信グループ「みんなでキネマ」等で度々騒動を起こすが、都度真知子が事態を収拾している。
工藤（くどう）
太い眉毛が目を引く小柄な女性社員。ミニシアター系の映画の愛好者であり、木根からは映画の趣味が合わないと思われていたが、木根のブログ「1人でキネマ」の『ファイト・クラブ』の批評を見た（書いているのが木根であることは知らない）ことをきっかけに、アクション映画も好きであることを表明。その後、課内で映画鑑賞サークルを主催したが、ガチガチのルールを設定してしまいカルト集団化しかける。
洋画は字幕派。ジブリ作品の推しは『となりのトトロ』。『レオン』は完全版派。タランティーノ作品は面白さがわからない。
「みんなでキネマ」での活動名は「くどニャン」で、番組名は「くどニャンの週末キネマ」。
古谷 真（ふるや まこと）
工藤の同期と思われる男性社員、工藤のことが好きだがロリコンではない。
洋画は吹き替え派。ジブリ作品の推しは『紅の豚』。『レオン』はオリジナル派と自覚していたが、実際に見たのはテレビ放送版だった。タランティーノ作品が好き。
「みんなでキネマ」では自らは配信せず、工藤の動画の撮影・編集などの裏方をしている。
椎名 愛（しいな あい）
工藤と古谷の後輩で、ミディアムロングで巨乳のおっとりした女性。
洋画は吹き替え派。ジブリ作品の推しは『魔女の宅急便』。
『鬼滅の刃』にハマッた際には、「煉獄さんを400億の男にしてみせる!!」と盛り上がっていた。
「みんなでキネマ」での活動名は「しぃ～」で、主な活動は映画同時視聴・解説。真知子の当初の評価は「大前提としてしゃべれてない」だった。後に古谷の入れ知恵でお色気路線に転向して再生数が伸びたが、真知子に母親に密告されて親バレした。
早乙女 優奈（さおとめ ゆうな）
工藤と古谷の後輩で、ショートヘアの気の強そうな女性。
洋画は吹き替え派。ジブリ作品の推しは『千と千尋の神隠し』で、『劇場版「鬼滅の刃」無限列車編』が同作の興行収入を上回った際に椎名に煽られ、内容で負けたわけではないと憤慨していた。
「みんなでキネマ」での活動名は「乙女にゃ～」で番組名は「乙女ニャ～の休日キネマ」、主な活動は推し映画紹介。真知子の当初の評価は「工藤ちゃんのパクリ」。後に古谷の入れ知恵でディスりネガティブ評で一本釣り路線に転向したが、親に密告したのが早乙女だと疑った椎名に配信中にコメントで追求され、反論で暴言を吐いてしまい大炎上した。
武田 壮一（たけだ そういち）
工藤と古谷の後輩で、大柄で坊主頭の男性。
ハーマイオニーが好きだがロリコンではない。ジブリ作品の推し(勘違い)は『ルパン三世 カリオストロの城』。
「みんなでキネマ」での活動は行っていなかったが、トラブルの最中に流れ弾で元々「アデカ大佐」名義で有名VTuberとして活動していたことが露呈した。
一橋 蓮（いちはし れん）
工藤と古谷の後輩で、メガネの男性。
満月 美夜子が初恋の相手だがロリコンではない。ジブリ作品の推しは『おもひでぽろぽろ』。
「みんなでキネマ」での活動名は「アニメ教授」で、主な活動はアニメ解説・考察。真知子の評価は「浅薄考察ワンパターン」だったが、その後はロクに動画も更新せずにSNSで虚言を繰り返す。

### 真知子の上司・取引先とその関係者
スター・ウォーズ旧3部作リアルタイム世代のオタクで、商談中に鳴った道夫の携帯着信音がメインテーマだったことをきっかけに、真知子の仕掛けた見る順番決めを経て意気投合。
後に真知子をパダワンに指名し、さらに若者にもシリーズを布教しようと2社合同の社内上映会を実施するも、当初誰も会場に来ずに意気消沈していた。真知子を加えた4人でよく同作の名場面を再現してごっこ遊びに興じている。
大平 道夫（おおひら みちお）
真知子の直属の上司で役職は部長。見る順番はエピソード4から派。
エピソード1を息子の甲斐と一緒に観に行った際にボロクソにけなしてしまって以降疎遠になっていたが、WEB上映会事件を経て和解した。後に仲良く2人で「ダース親子」の名義で動画配信を行っていたが、動画内で映画の映像を無断使用していた為、真知子に権利者に通報されて権利侵害で動画は削除された。
千葉（ちば）
取引先の担当者。見る順番はエピソード1から派。
山路（やまじ）
取引先の担当者で千葉の部下。見る順番はエピソード5から派。
大平 甲斐（おおひら かい）
道夫の1人息子で『スター・ウォーズ エピソード1/ファントム・メナス』の大ファン。道夫に同作をけなされて以降疎遠になりスター・ウォーズ・シリーズは道夫に隠れて視聴していた為、道夫は甲斐が同シリーズを好きではないと思っていた。道夫が自分と違い会社の部下達には迎合して話を合わせている姿を見て復讐を企み、WEB上映会で真知子を装って3人が続3部作への不満をぶちまける様を無断録画して脅すが、遅れて参加した真知子をオタサーの姫呼ばわりした事でブチギレた真知子に正体を暴かれた。
大平 亜美（おおひら あみ）
道夫の妻で甲斐の母。スター・ウォーズには興味が無く見ない。

### 木根家
木根 千里（きね ちさと）
真知子の母。東京・埼玉連続幼女誘拐殺人事件の発生をきっかけに娘がオタクになることを恐れ、真知子のホラー映画やスプラッター映画鑑賞をやめさせようとするが、ことごとく失敗している。元スケバンであり、怒ると口調が変わる。
『トップガン』で揉めて以来、真知子とは一緒に映画館には行っていなかったが、『トップガン マーヴェリック』で久々に一家揃って映画館で鑑賞した。
最初は真知子と佐藤の仲をレズビアンかと疑っていた。1人でキネマのブログをずっと読んでおりたまにSNSでメッセージも送っていて、佐藤と知らずにレスバトルしていたが、真知子に婚活をさせる為に佐藤と結託して「私のこと東京のお母さんだと思って」と言うほど打ち解けた。
木根 祐介（きね ゆうすけ）
真知子の父。娘の映画趣味に関しては母である千里よりも寛容。
木根 孝（きね たかし）
真知子の兄。既婚者で星莉奈の父。アフロヘアー。
真知子の高校入学当時、彼がつきあっていた女性が真知子がギャルに擬態するきっかけを作った。
木根 ミユキ（きね みゆき）
孝の嫁で星莉奈の母。
木根 星莉奈（きね せりな）
真知子の姪。5歳。愛称はセッちゃん。真知子から溺愛されている。
佐藤の事は「サト姉ちゃん」と呼び良く懐いており、セッちゃんカーストでは真知子より上位。
『カンフー・ヨガ』のジャッキー・チェンが大好き。未希とは大恐竜博での喧嘩を経て仲良くなった。
真知子の祖母
真知子の祖母で千里の母。
孫の真知子には甘く、『トップガン』が見たいと駄々をこねる真知子を擁護した。

### モジャラ家
モジャラ
真知子との初遭遇は、各々が母親同伴で観に行った『ゴジラvsビオランテ』。以降、ゴジラの最新作が公開されると、初日に同じ映画館の1つ離れた同じ席で並んで鑑賞して感想戦を行うようになり、『GODZILLA』でも口論となって喧嘩別れしてしまう。次の『ゴジラ2000 ミレニアム』には映画館に現れず、真知子は一応本名も名乗っていたが、真知子はモジャラの本名や連絡先を聞いていなかった為に暫く音信不通になる。『ゴジラ×メカゴジラ』で髪をストレートロングにして彼氏連れで現れた際にゴジラ卒業宣言をするが、鑑賞後に面白くなかったと言い放ちシリーズ全体を貶す発言をした彼氏に憤慨するモジャラの気持ちを代弁した真知子と和解した…かに思えたが、翌年映画館が潰れてしまい、またしても連絡先の交換を失念していた為に再度音信不通になる。17年の時を経て『ゴジラ キング・オブ・モンスターズ』に娘の未希を連れて来館したシネコンで真知子と再会し、隣の席で仲良く並んで鑑賞した。
その後は主に未希を伴って、星莉奈を連れた真知子とママ友のような形で交流するようになる。
モジャラは真知子のことを「オタラ」と呼んでいる。
未希（みき）
モジャラの娘で母の幼少期に瓜二つ。母のオタク英才教育のおかげか、怪獣映画の知識は既に母や真知子と対等に議論できるレベルで、2人以上にこだわりが強い。
星莉奈とは大恐竜博での喧嘩を経て仲良くなった。
モジャラ夫
『ゴジラ×メカゴジラ』でモジャラが連れていた彼氏。巨人ファンでゴジラ映画には興味が無く、ゲスト出演している松井秀喜を見に来ていた。鑑賞後に面白くなかったとゴジラシリーズごと貶してしまいモジャラと険悪になりかけるが、真知子の介入により謝罪して事なきを得ていた。しかし当時のことを真知子に感謝している様子は無く、モジャラ家を訪れた真知子を「『ゴジラ』を1人で観に行っていたお姉さん」と煽るが、「贔屓のチームが去年"も"低迷していた野球好きのお兄さん」と反撃されて悔しがっていた。

### その他
大鳥 理沙（おおとり りさ）
レンタルビデオ店「名画屋」オーナー店長。千里とは小中高が同じの腐れ縁。
店名の通り過去の名作を揃え布教することを目的としているが、大衆向けのアクション作品が好きな小学生の頃の真知子とバトルを繰り広げていた。
真知子が親の同意書を偽造して無断でレンタルの会員証を作っていた事が発覚して、千里に映画禁止にされそうになっていた時には、「真の名作に触れればまともな映画ファンになる」と助け船を出した。
後に真知子に婚活をさせる為に千里や佐藤と結託した。
路間 定久（ろま さだひさ）
真知子の隣室の住人。真知子より若い。独身。趣味は映画鑑賞で、好きなジャンルはロマンティック・コメディ。
1本目で真知子が夜中にSNSのレスバトルでヒートアップして騒いだ為に、翌朝文句を言おうとしたが真知子の「擬態」に一目惚れ。その後12本目でモブとして登場した以外は暫く登場しなかったが、34本目で再登場した際に、真知子が「映画友達欲しいよぉおお!!」と叫んでいたのを聞いて趣味の合う運命の相手かもしれないと思い、ずっとお近づきになろうと様子を伺っていた事が発覚したが、若干ストーカーじみている。
真知子が登録させられた結婚相談所にも登録しており、真知子からは相談所側の仕込みではないかと疑われていた。
真知子の様子を伺う中で、同居している佐藤を恋のライバルと勘違いして敵視していたが、『機動戦士ガンダム 逆襲のシャア』をリバイバル上映で初見で見た後に、同じく初見だった佐藤と併設のカフェで偶然遭遇し、解釈の違いから激論を交わす。
佐藤の元夫
姓は「水城」で浮気不倫の末に佐藤と離婚。その後再婚していたがその相手とも離婚。佐藤に度々復縁を迫り、結婚生活に未練がある佐藤はその都度会おうとするが、32本目に意を決した佐藤に結婚指輪を突き返されて絶縁される。直後に追いかけようとするが、"旅の仲間"にシメられる。
かえっぴょ
タレント。本名は山田 よし子(やまだ よしこ)。28歳。
洋画の吹き替えを担当した際に壊滅的な演技で台無しにして真知子が激怒した。
居酒屋の店員
ジブリ作品の推しは『天空の城ラピュタ』。昼間は牛丼チェーンで働いている。

## 主要な登場映画
作中で主題とされた映画。（）内は話数。
- 『ターミネーター3』（1）
- 『バッドボーイズ2バッド』（2）
- 『インディ・ジョーンズ』（3）
- 『スター・ウォーズ・シリーズ』（4、18、40前編・後編）
- 『バック・トゥ・ザ・フューチャー』（6）
- 『ラブ・アクチュアリー』（8）
- 『タイタニック』（10）
- 『マッドマックス 怒りのデス・ロード』（11）
- 『ハングオーバー! 消えた花ムコと史上最悪の二日酔い』（12）
- 『ダークナイト』（13）
- 『ジョーズ』（14）
- 『ファイト・クラブ』（16）
- 『新世紀エヴァンゲリオン』（17） ※テレビシリーズから（旧）劇場版まで
- 『エクソシスト』（19）
- 『ダイ・ハード』（21）
- 『トイ・ストーリー』（22）
- 『ロッキー』（23）
- 『マイ・フェア・レディ』『ベスト・キッド』（24）
- 『レオン』（25）
- 『卒業』（26）
- 『007』シリーズ（27）
- 『バーフバリ 伝説誕生』（28 Part.1）
- 『バーフバリ 王の凱旋』（28 Part.2）
- 『君の名は。』（30）
- 『ロード・オブ・ザ・リング』3部作（32）
- 『マトリックス』（33）
- 『めぐり逢えたら』（34）
- 『エイリアンVSプレデター』（36）
- 『ゴジラシリーズ』（37前編・後編、54）
- 『ジュラシック・パーク』（41）
- 『劇場版 鬼滅の刃 無限列車編』（43）
- 『シン・エヴァンゲリオン劇場版𝄇』（45）
- 『ハリー・ポッター』シリーズ（46）
- 『ゲーム』（47）
- 『トップガン マーヴェリック』（49）
- 『仁義なき戦い』シリーズ（51）
- 『機動戦士ガンダム 逆襲のシャア』（52）

## 書誌情報
- アサイ『木根さんの1人でキネマ』 白泉社〈ジェッツコミックス→ヤングアニマルコミックス〉、既刊11巻（2025年7月29日現在）
  1. 2015年12月25日発売、ISBN 978-4-592-14167-9
  2. 2016年6月29日発売、ISBN 978-4-592-14168-6
  3. 2017年1月27日発売、ISBN 978-4-592-14169-3
  4. 2017年10月27日発売、ISBN 978-4-592-14170-9
  5. 2018年7月27日発売、ISBN 978-4-592-16225-4
  6. 2019年4月26日発売、ISBN 978-4-592-16226-1
  7. 2020年2月28日発売、ISBN 978-4-592-16227-8
  8. 2020年12月25日発売、ISBN 978-4-592-16228-5
  9. 2021年12月24日発売、ISBN 978-4-592-16229-2
  10. 2023年9月29日発売、ISBN 978-4-592-16230-8
  11. 2025年7月29日発売、ISBN 978-4-592-16680-1